# 哈奇昆 (阿肯色州)
哈奇昆（英語：Hatchie Coon）是位於美國阿肯色州波因塞特縣的一個非建制地區。該地的面積和人口皆未知。

## 地理
哈奇昆的座標為35°38′06″N 90°29′31″W / 35.63500°N 90.49194°W，而該地的平均海拔高度為66米（即217英尺）。